# West Union (Minnesota)
West Union – miasto w Stanach Zjednoczonych, w stanie Minnesota, w hrabstwie Todd.